# Nudora campbelli
Nudora campbelli is een rondwormensoort uit de familie van de Monoposthiidae.